# Забавський Богдан Володимирович
Богдан Володимирович Забавський (19 серпня 1957, с. Підлісне (нині — Зіболки) Львівської області — 1 серпня 2020, Львів) — український математик, доктор фізико-математичних наук, професор кафедри алгебри і логіки Львівського університету. Заслужений професор Львівського університету (2018).

## Біографія
Народився 19 серпня 1957 року у селі Підлісне Нестеровського району (нині — село Зіболки Жовківського району) Львівської області.
У 1979 році закінчив механіко-математичний факультет Львівського університету. Відтоді, з 1979 по 1986 рік, працював в Інституті прикладних проблем механіки та математики АН УРСР.
У 1987 році захистив кандидатську дисертацію на тему: «Про кільця елементарних дільників» у Інституті математики з обчислювальним центром АН МРСР.
З 1987 року працював у Львівському університеті: у 1986—1993 роках був асистентом, а у 1993—2003 роках — доцентом кафедри алгебри і топології.
У 1992 році отримав вчене звання «доцент».
У 2006 році став завідувачем кафедри алгебри і логіки, а також отримав вчене звання «професор». У цьому ж році захистив докторську дисертацію на тему: «Діагональна редукція матриць над кільцями».
Помер 1 серпня 2020 року.

## Науковий доробок
Наукові дослідження стосуються питань теорії кілець і модулів, алгебричної К-теорії, алгебричної геометрії, лінійної алгебри. Розв'язав низку відкритих проблем Мелвіна Гемріксена стосовно редукції матриць. Редактор наукового збірника «Прикладні проблеми механіки і математики».

## Публікації
- Комарницький М. Я., Забавський Б. В. Про адекватні кільця // Вісник Львівського університету. 1988. 39-43.

- Забавский Б. В. О некоммутативных кольцах с элементарными делителеми // Укр. мат. журн. 1990. 42, № 6. 847—850.

- Забавский Б. В. Строгая факториальность и факториальный радикал Джекобсона // Мат. исслед. 1990. 118. 36-41.

- Забавський Б. В., Комарницький М. Я. Деякі властивості максимальних і простих ідеалів комутативної області Безу // Вісник Львівського університету, 1990. 34. 53-56.

- Забавський Б. В. Про комутативні кільця елементарних дільників // Вісник Львівського університету. 1990. 34. 51-52.

- Забавський Б. В. Про PP-квазідуо кільце елементарних дільників // В збірнику: Алгебра і топологія, Київ, ІСДО, 1993, 40-49.

- Забавський Б. В. Про прості одинично регулярні кільця елементарних дільників // Математичні студії, 1993. № 2. 21-22.

- Забавський Б. В. Адекватні кільця елементарних дільників зі скінченним числом мінімальних простих ілеалів // В збірнику: Алгебра і топологія, Львів, ЛДУ, 1996. 74-79.

- Забавський Б. В. Комутативний аналог теорем Коена // Український математичний журнал. 1996. Т. 48, № 5;

- Забавський Б. В. Узагальнені адекватні кільця // Укр. мат. журн., 1996. 48, № 4. 554—557.

- Забавський Б. В. Кільця, над якими довільна матриця допускає діагональну редукцію елементарними перетвореннями // Математичні студії, 1997. 8, № 2. 136—139.

- Забавський Б. В., Гаталевич А. І. Про мінімальні прості ідеали комутативних кілець Безу // Укр. мат. журн., 1999, 51, № 7. 1001—1005.

- Забавський Б. В., Романів О. М. Кільця з елементарною редукцією матриць // Укр. мат. журн., 2000. 52, № 12. 1641—1649.

- Забавський Б. В., Гаталевич А. І. Максимально неголовні праві ідеали кілець Безу // Математичні методи та фізико-механічні поля, 2000. 43, № 2. 40-44.

- Забавський Б. В., Романів О. М. Комутативні 2-Евклідові кільця // Математичні студії, 2001. Т.15, № 2. 140—144.

- Забавський Б. В. Редукція матриць над правими кільцями Безу скінченного стабільного рангу // Математичні студії. 2001. 16, № 2. 115—116.

- Забавський Б. В. Факторіальний аналог дистрибутивних областей Безу // Укр. мат. журн. 2001. 53, № 11, 1564—1567.

- Забавський Б. В. Редукція матриць над кільцями Безу стабільного рангу не більше 2 // Укр. мат. журн. 2003. 55, № 4. 550—554.

- Забавский Б. В. Простые кольца элементарных делителей // Математичні студії. 2004. Т. 22, № 2;

- Забавський Б. В. Редукція матриць і одночасна редукція пари матриць над кільцями // Математичні студії, 2005. Т.24, № 1. 3-11.

- Zabavsky B.V. Rings with elementary reduction matrix // Ring Theory Conf., 1996, Miskolc, July 15-20. 1996. II. 14.

- Zabavsky B.V. Rings with elementary reduction matrix // Міжнародна алгебраїчна конференція, Санкт-Петербург. -1997. -143.

- Zabavsky B., Romaniv O. Noncommutative rings with elementary reduction of matrices // Вопросы алгебры, Гомель, 1999. 14. 79-85.

- Zabavsky B.V. Elementary reduction of matrices over adequate domain} // Математичні студії. 2002. 17. № 2 115—116.

- Zabavsky B.V. Diagonalization of matrices over ring with finite stable rank // Вісник Львівського університету. 2003. 61. 206—210.

- Zabavsky B. About a commutative Bezout ring with compact minimal spectrum // Second Conference of the Mathematical Society of the Republic of Moldova, Chisinau. 2004. 326.

- Zabavsky B. A simple elementary divisor domain // Second Conference of the Mathematical Society of the Republic of Moldova, Chisinau. 2004. 327.

- Zabavsky B.V. Diagonalization of matrices // Математичні студії. 2005. Т.23, № 1. 3-10.

- Zabavsky B.V. Diagonalizability theorem for matrices over rings with finite stable range // Alg. and Discr. Math. 2005. № 1. 151—165.

- Zabavsky B.V. Almost diagonal matrices over n-simple Bezout domains // Groups and group rings XI, Bedlewo, Poland, June 4-11, 2005. 22.

- Zabavsky B.V. A commutative elementary divisor domain of stable range 1 in localization // 5 Міжнародна алгебраїчна конференція, Одеса. 2005. 237—238.